# 梓樹副脊介
梓樹副脊介（学名：Paranesidea calalpaoidea）为土菱介科副脊介屬下的一个种。